# 綾野堯
綾野 堯（あやの たかし、1996年9月29日 - ）は、日本の俳優である。
スマイルモンキー所属。

## 出演

### テレビドラマ
- 土曜ワイド劇場 法医学教室の事件ファイル20（2004年、テレビ朝日）
- 鈴木先生（2011年、テレビ東京）

### CM
- ヨドバシカメラ（2005年）
- au KDDI（2008年）
- 栄光ゼミナール 冬季講習篇（2009年）